# Európai Szabadkereskedelmi Társulás

Az Európai Szabadkereskedelmi Társulás, angolul European Free Trade Association, rövidítve  EFTA egy, az 1960. január 4-én aláírt stockholmi egyezményen alapuló szabadkereskedelmi övezet, alternatíva azon országok számára, amelyek nem kívántak (illetve nem tudtak) csatlakozni az akkori Európai Szén- és Acélközösséghez (a mai Európai Unióhoz).
Eredetileg hét EFTA-tagállam volt: Ausztria, Dánia, az Egyesült Királyság, Norvégia, Portugália, Svájc és Svédország. Az egyezmény 1960. január 4-én lépett hatályba. Ez az alakulat a Hetek integrációjaként vált ismertté, szemben a római szerződéseket aláíró Hatokkal. 
Az EGK-tól eltérően olyan integrációs szervezet, amely az ipari termékek szabad forgalmát kívánta megvalósítani. A tagállamok közötti importkontingensek és vámok eltörlésének folyamata 1966-ra befejeződött (nyolc lépcsőben). Az EGK-val ellentétben azonban az EFTA-tagok még csak az ipari termékekre vonatkozóan sem egységesítették vámjaikat és kereskedelmi politikájukat. A szerződés nem vonatkozott a mezőgazdaságra, bár teret engedett a tagországok közötti külön-megállapodásoknak.
Finnország 1961-ben lett társult, majd 1986-ban tényleges tag. Izland 1970-ben, Liechtenstein pedig 1991-ben csatlakozott.
1973-ban az Egyesült Királyság és Dánia kivált az EFTA-ból, és az EGK-hoz csatlakozott (lásd alább). Őket követte Portugália 1986-ban, illetve Ausztria, Finnország és Svédország 1995-ben. Ez utóbbi három ország kiválása után a szövetség igencsak meggyengült.
1973-ban az EFTA-államok külön-külön szabadkereskedelmi megállapodást kötöttek az Európai Közösségekkel. Ezek 1977 júliusára teljes vámunióhoz vezettek.
1994-ben jött létre az Európai Gazdasági Térség, amely a két integrációs szervezet az addiginál szorosabb kapcsolatát eredményezte.
Ma mindössze négy EFTA-tagállam van: Izland, Liechtenstein, Norvégia és Svájc. Az EFTA ugyanakkor szabadkereskedelmi szerződésben áll az Európai Unió 27 tagjával is.